# الکساندر اوواروف
الکساندر اوواروف (روسی: Алекса́ндр Никола́евич Ува́ров؛ ۷ مارس ۱۹۲۲ – ۲۴ دسامبر ۱۹۹۴) بازیکن هاکی روی یخ اهل شوروی بود.
او در اودویف، منطقه تولا، اتحاد جماهیر شوروی به دنیا آمد.
اوواروف در سال‌های ۱۹۴۸–۱۹۶۰ برای اچ سی دینامو مسکو (۲۵۹ بازی، ۲۰۳ گل، ۲۱ هت تریک) و ۱۹۵۴–۱۹۵۷ برای تیم ملی شوروی بازی کرد.
او در سال ۱۹۵۴ وارد تالار مشاهیر هاکی روسیه و شوروی شد.